# Німецька історична школа економіки
Німецька істори́чна шко́ла еконо́міки — це науковий підхід до економічної теорії та практики, що виник у 19 столітті в Німеччині й був найбільш популярним понад століття.
Історична економічна школа характеризувала німецькомовну соціальну науку протягом більш ніж століття з 1850 по 1950 роки.
Вона була присвячена багатьом підпроблемам економіки, таким як теорія вартості або природа відсотка, але займалася, зокрема, практичними проблемами, такими як нове соціальне питання, тобто зубожіння широких верств суспільства в ході індустріалізації. Її прихильники прагнули займатися практичною наукою і знаходити рішення актуальних проблем свого часу. З точки зору історії догматизму, вона була особливо помітним у своїй критиці класичної доктрини і, безумовно, може бути описана як прямий попередник сучасної інституціональної економіки. Крім того, вона призвела до двох збагачуючих дискусій в академічному світі: суперечки про методи в економіці, в якій обговорювалася необхідність і плідність індуктивних і дедуктивних досліджень, й суперечки про оціночні судження з питання про те, якою може і повинна бути нормативна економіка.
Послідовники цього підходу стверджують, що основним джерелом знань про людські вчинки та економічні явища є історія. Тобто, не логіка й математика, а лише історичні дослідження можуть бути корисними в економіці. Вони недооцінюють математичне моделювання й економічні теореми.
Більшість послідовників цієї школи були соціалістами за політичними переконаннями.

## Огляд вчення
Історична школа намагається прив'язати свої гіпотези до реальності. Для цього необхідно обґрунтовувати власні дослідження за допомогою емпіричних досліджень або спиратися на висновки історичної науки. Оскільки всі виведені таким чином закони розвитку залежать від їхнього контексту в просторі та часі, вони не є універсальними, але можна виокремити так звані стадії розвитку, які є схожими, незважаючи на їхню просторову чи часову віддаленість. Припущення полягає в тому, що розвиток там також буде схожим.
Ці ідеї діаметрально протилежні індивідуалістичному, утилітарному і детерміністському погляду класицизму.
Підсумовуючи, можна сказати, що основною концепцією, яку поділяли всі представники, було розуміння всіх життєвих процесів як історичних подій. Люди мотивовані до дій не лише власними інтересами, але й іншими культурними факторами. Оскільки культура змінюється, а економіка має справу з людьми, вона може бути лише соціальною наукою, а не природничою, як її розуміли класики. Отже, мета полягає не в тому, щоб фіксувати закони природи, а в тому, щоб систематизувати та узагальнювати історичні дані, щоб дійти до емпірично обґрунтованих тверджень.
У своєму методологічному есе «Рошер і Кніс та логічні проблеми історичної національної економіки» («Roscher und Knies und die logischen Probleme der historischen Nationalökonomie»), написаному між 1903 і 1906 роками, Макс Вебер критикував нехтування певними елементарними логіко-методологічними проблемами, при цьому він значною мірою покладався на попередні роботи баденського неокантіанства (Генріх Ріккерт, Вільгельм Віндельбанд, Еміль Ласк) у формуванні наукових концепцій (на противагу еманативній логіці, притаманній Гегелю), а також на розмежування правових і точних наук.

## Історія та розвиток теорії

### Попередники
Фрідріх Ліст та Адам Мюллер фон Ніттердорф критикували класичну економічну теорію ще до появи історичної школи. Вони стверджували, що не може бути універсальних економічних законів. Завжди потрібно брати до уваги конкретні обставини, такі як стадія розвитку економіки.

### Стара історична школа
Головниі представники:
- Вільгельм Ґ. Ф. Рошер (1817-1894)
- Бруно Гільдебранд (1812-1878)
- Карл Г. А. Кніс (1821-1898)

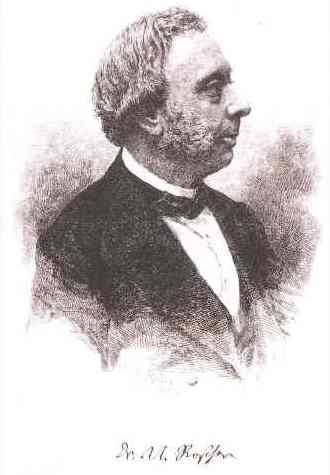
Вільгельм Рошер

Стару історичну школу (нім. Ältere Historische Schule) об'єднує насамперед неприйняття класицизму. Її претензії на формулювання природних законів, тобто законів, незалежних від простору і часу, були зустрінуті з великим скептицизмом. Зокрема, вона протиставляє ідею «ідеальної» економіки множинності ідеалів і різноманітності людської поведінки - економіка, таким чином, є не природничою, а соціальною наукою.
Рошер - як головний представник цієї школи - прагне дослідити економічні умови та ідеї окремих епох і географічних регіонів. На основі цього він очікує, що зможе вивести закони розвитку через емпіричний аналіз. Хоча вони не підходять для прогнозування як такого, вони можуть допомогти краще зрозуміти поточні події. Гільдебранд навіть оголосила економіку ядром загальної теорії культури (соціологія на той час ще не сформувалася як самостійна наукова дисципліна).
Результатом її наукової діяльності стали не лише численні детальні дослідження - від розвитку місцевих ремісничих підприємств до виникнення цілих економічних секторів. Їй також належить заслуга впровадження в національну економіку концепції культури як чинника, що впливає на історичні зміни.

### Нова історична школа
Головні представники:
- Густав фон Шмоллер (1838-1917)
- Карл Бюхер (1847-1930)
- Луйо Брентано (1844-1931)
- Адольф Вагнер (1835-1917)

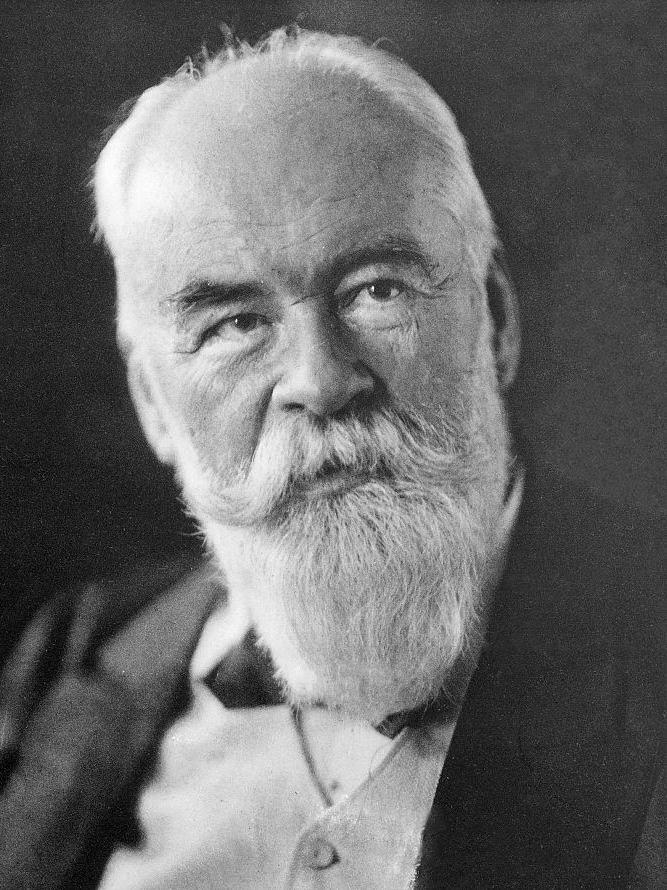
Густав фон Шмоллер

Нова (молода) історична школа (нім. Jüngere Historische Schule) критикувала стару школу насамперед за її тяжіння до теорії. Замість того, щоб намагатися вивести закони розвитку зараз, спочатку слід розширити емпіричну базу. Тому їхня дослідницька діяльність значною мірою поширюється на подальші детальні дослідження економічного розвитку.
Представники історичної школи дотримуються іншого методологічного підходу, ніж англійський класицизм, і, відповідно, бачать себе на протилежній позиції. Основні критичні зауваження на адресу англійської політичної економії можна підсумувати наступним чином. Перша критика спрямована на індивідуалістичний підхід, який є теоретичною відправною точкою і керівним принципом класичних економістів. (Сміт-Рікардо-Мілл). У той час як ці школи схильні ставити людину в центр наукових досліджень з її індивідуальними потребами та автономною волею, Шмоллер відстоює органічний підхід: у центрі уваги не індивід, а спільнота, чий історичний досвід відображається в соціальних інститутах та органах, які, в свою чергу, визначають сферу дій індивіда. Етика суспільства випливає з історичного досвіду життя спільноти, а не з орієнтації на користь індивіда.
З цим пунктом критики тісно пов'язана відмова від використання абстрактних понять як інструменту економічного аналізу. Відповідно, Шмоллер критикує дедуктивний метод.
Історична школа також бачить роль держави інакше, ніж класична школа. Там, де пропагується принцип економічного лібералізму, історична школа вбачає значно більшу відповідальність з боку держави.
Густав фон Шмоллер, зокрема, інтенсивно займався проблематикою соціальних інститутів. До прагнення до етичної дії, визнання, страху перед покаранням і звичок у праві та моралі, які проявляються в цих інститутах, він додав власний інтерес - як класичну рушійну силу людської поведінки.
Крім того, представники нової історичної школи були або часто є нормативними. Вони бачать своє завдання в тому, щоб давати етичні поради, як вирішувати політичні і, насамперед, соціальні проблеми. Багато з цих проблем вони пояснюють побічними ефектами ринкової економіки і закликають до втручання в ринок. Свобода, продовжують вони, є необхідною, але недостатньою умовою для створення процвітання. Крім того, повинна існувати держава, яка може виправити небажані результати, такі як процеси промислової концентрації або зростання майнової нерівності. Цей погляд, який також відіграв значну роль у формуванні соціальної ринкової економіки в Німеччині після 1945 року, заслужив своїм представникам прізвисько «катедер-соціалістів» («соціалістів з кафедр») (нім. Kathedersozialisten).
У 1872 році представники історичної школи та інші науковці, які займалися соціальною політикою, заснували Асоціацію соціальної політики (нім. Verein für Socialpolitik), яка стала ареною для основних дебатів з питань наукової теорії, таких як суперечка про методи та суперечка про оціночні судження.
Об'єднуючим елементом представників нової історичної школи є насамперед їхні погляди на метод, суспільство та економіку. Тут перед державою та державною економікою стоїть завдання переслідувати макроекономічні цілі, зокрема загальне благо, та заохочувати приватний сектор до моральних дій. Економічний процес розглядається як соціально-органічний, еволюційний, а не вічний цикл. Нарешті, включення групових інтересів і вивчення взаємозв'язку між правом і економікою формують загальний погляд цієї школи.